# Tamosu
Tamosu is een bestuurslaag in het regentschap Padang Lawas Utara van de provincie Noord-Sumatra, Indonesië. Tamosu telt 164 inwoners (volkstelling 2010).